# Scream (gruppo musicale)
Gli Scream sono una band originaria del nord del Virginia, formata nel 1981 dal cantante Peter Stahl, suo fratello chitarrista Franz e il bassista Skeeter Thompson. Il batterista Kent Stax dopo il terzo album viene sostituito da Dave Grohl (poi nei Nirvana e nei Foo Fighters).
La band, una delle più popolari del circuito underground di Washington, suona un punk politico alla Clash, con profonde venature grunge e hardcore alla Germs.

## Formazione attuale
- Peter Stahl - voce (1981–1990, 2009–presente)
- Franz Stahl - chitarra (1981–1990, 2009–presente)
- Skeeter Thompson - basso, cori (1981–1990, 2009–presente)

Ex membri
- Dave Grohl - batteria (1987-1990)
- Robert Lee Davidson - chitarra, cori (1987-1990)
- Kent Stax - batteria (1981–1986, 2009–2023)[1]

## Discografia

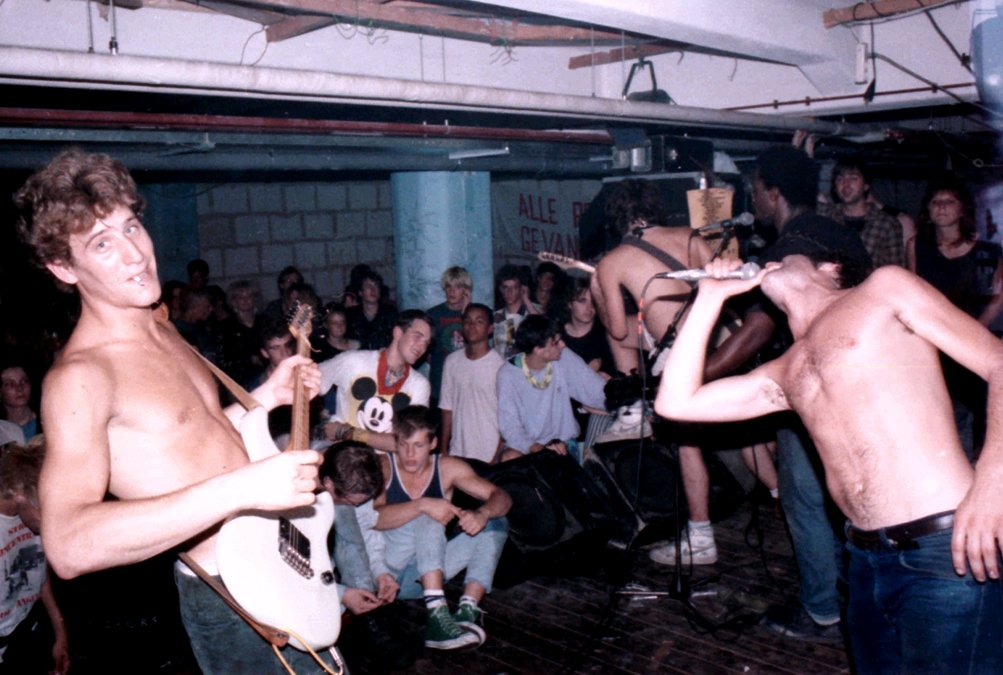
La band in concerto nel 1986.

### Album in studio
- 1982 - Still Screaming
- 1985 - This Side Up
- 1987 - Banging the Drum
- 1988 - No More Censorship
- 1993 - Fumble

### EP
- 1990 - Mardi Gras/Land Torn Down

### Live
- 1986 - Walking By Myself/Choke Word
- 1988 - Live at Van Hall
- 1990 - Your Choice Live Series Vol.10
- 1998 - Live at the Black Cat

### Partecipazioni in album compilation
- 1984 - Bouncing Babies
- 1984 - Flipside Vinyl Fanzine
- 1986 - Another Shot For Bracken
- 1986 - F.R. 5
- 1987 - Viva Umkhonto!
- 1989 - State of the Union
- 1991 - It's Your Choice
- 2003 - 20 Years of Dischord